# Volodymyr Savčenko
Volodymyr Mykolajovyč Savčenko (in ucraino Володимир Миколайович Савченко?; Donec'k, 9 settembre 1973) è un allenatore di calcio ed ex calciatore ucraino, di ruolo portiere.

## Palmarès

### Giocatore

#### Competizioni nazionali
- Pervenstvo Futbol'noj Nacional'noj Ligi: 1

Terek Groznyj: 2004
- Coppa di Russia: 1

Terek Groznyj: 2003-2004